# Líquido intersticial

Diagrama que muestra el líquido intersticial (arriba a la derecha)

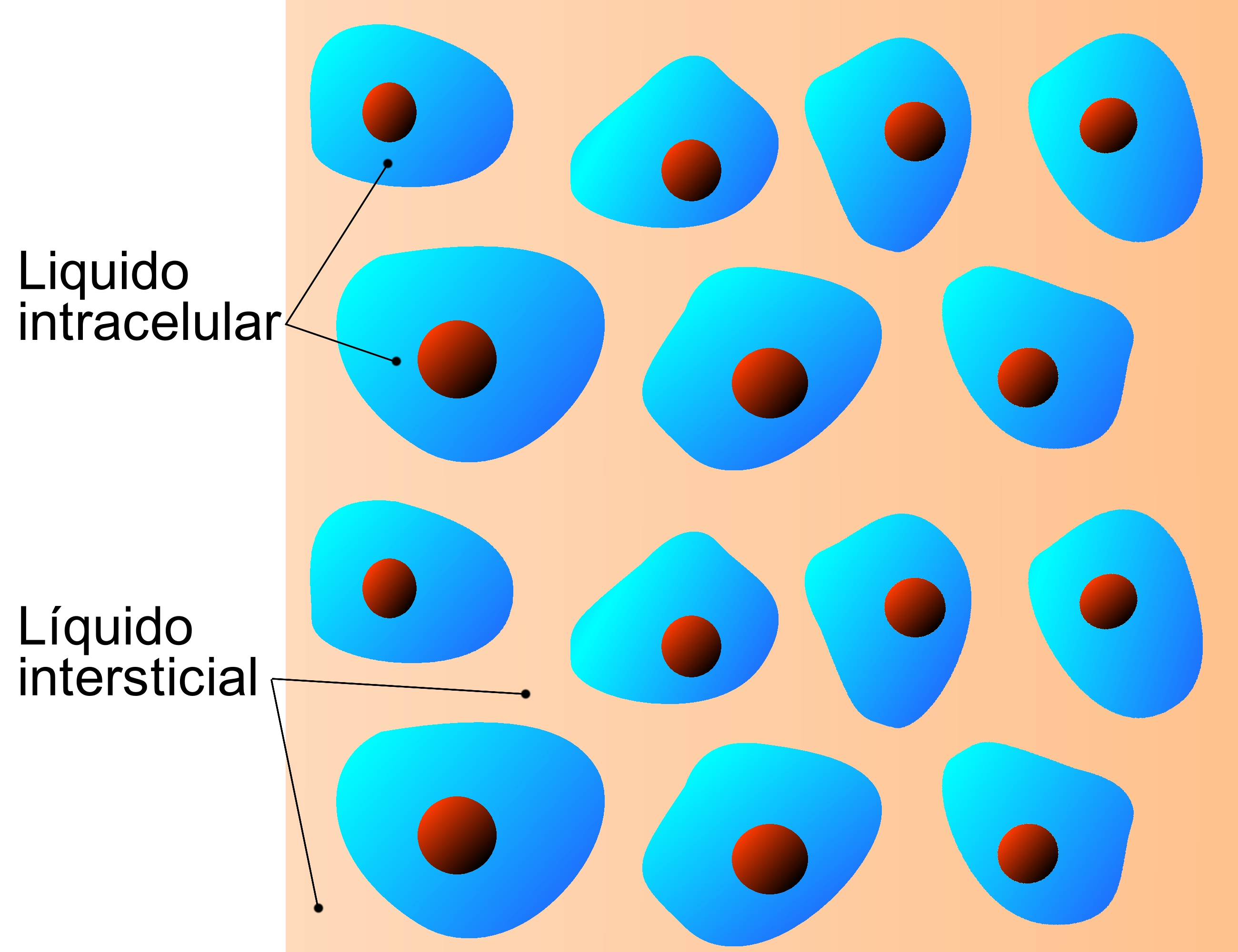
En el esquema puede observarse el líquido intracelular en el interior de la célula y el líquido intersticial entre una célula y la adyacente.

El líquido intersticial o líquido tisular es el líquido contenido en el intersticio, o espacio entre las células. Alrededor de una sexta parte de los tejidos corporales corresponden al intersticio.

## Contenido
El líquido intersticial es un filtrado de plasma sanguíneo proveniente de los  capilares. Su contenido es casi igual al plasma, pero diferente de él en una concentración más baja de proteínas, debido a que estas no logran atravesar los capilares con facilidad. El líquido tisular consiste en un solvente acuoso que contiene aminoácidos, azúcares, ácidos grasos, coenzimas, hormonas, neurotransmisores, sales minerales y productos de desecho de las células.
La composición de este fluido depende de los intercambios entre las células del tejido y la sangre. Esto significa que el líquido intersticial tiene diferente composición en diferentes tejidos y en diferentes partes del cuerpo.
La linfa es considerada como parte del líquido tisular. El sistema linfático devuelve las proteínas y el exceso de líquido intersticial a la circulación.

## Función fisiológica
El líquido intersticial baña las células de los tejidos. Esto proporciona un medio de reparto de materiales a las células y comunicación intercelular, a la par de su función de remoción de desechos metabólicos.